# توئیزی
توئیزی (به فرانسوی: Thoissey) یک کمون (فرانسه) در فرانسه است که در ان (اوورنی-رون-آلپ) واقع شده‌است. توئیزی ۱٫۴ کیلومتر مربع مساحت دارد ۱۷۷ متر بالاتر از سطح دریا واقع شده‌است.